# Liste des circonscriptions législatives de la Gironde

Carte des circonscriptions de Gironde depuis 2010 entrées en application aux élections de 2012

Le département français de la Gironde est, sous la Cinquième République, constitué de dix circonscriptions législatives de 1958 à 1986, de onze circonscriptions après le redécoupage électoral de 1986 puis de douze circonscriptions depuis le redécoupage de 2010, entré en application à compter des élections législatives de 2012.

## Présentation
Par ordonnance du 13 octobre 1958 relative à l'élection des députés à l'Assemblée nationale, le département de la Gironde est d'abord constitué de dix circonscriptions électorales. 
Lors des élections législatives de 1986 qui se sont déroulées selon un mode de scrutin proportionnel à un seul tour par listes départementales, le nombre de sièges de la Gironde a été porté de dix à onze.
Le retour à un mode de scrutin uninominal majoritaire à deux tours en vue des élections législatives suivantes, a maintenu ce nombre de onze sièges,, selon un nouveau découpage électoral.
Le redécoupage des circonscriptions législatives réalisé en 2010 et entrant en application à compter des élections législatives de juin 2012, a modifié le nombre et la répartition des circonscriptions de la Gironde, porté à douze du fait de la forte croissance démographique du département.

## Composition des circonscriptions

### Composition des circonscriptions durant laIIIeRépublique
En 1902, le département de la Gironde comprend douze circonscriptions.

### Composition des circonscriptions de 1958 à 1986
À compter de 1958, le département de la Gironde comprend dix circonscriptions regroupant les cantons suivants :
- 1re circonscription : Bordeaux-I (moins la commune de Bruges), Bordeaux-II.
- 2e circonscription : Bordeaux-III, Bordeaux-IV (moins la commune de Talence).
- 3e circonscription : Bordeaux-V, Bordeaux-VI  (moins la commune de Bègles), commune de Talence.
- 4e circonscription : Bordeaux-VII, Carbon-Blanc, Créon.
- 5e circonscription : Blanquefort, Castelnau-de-Médoc, Lesparre-Médoc, Pauillac, Saint-Laurent-et-Benon, Saint-Vivien-de-Médoc (plus la commune de Bruges).
- 6e circonscription : Mérignac, Pessac (plus la commune de Bégles).
- 7e circonscription : Arcachon, Audenge, Bazas, Belin, Captieux, Grignols, Labrède, Saint-Symphorien, La Teste, Villandraut.
- 8e circonscription :Auros, Branne, Cadillac,  Langon, Monségur, Pellegrue, Podensac, La Réole, Saint-Macaire, Sauveterre-de-Guyenne, Targon.
- 9e circonscription : Castillon-la-Bataille, Coutras, Libourne, Lussac, Pujols, Sainte-Foy-la-Grande.

- 10e circonscription :   Blaye-et-Sainte-Luce, Bourg, Fronsac, Guitres, Saint-André-de-Cubzac, Saint-Ciers-sur-Gironde, Saint-Savin.

### Composition des circonscriptions de 1988 à 2012

Carte des circonscriptions de Gironde depuis 1986 entrées en application aux élections de 1988

À compter du découpage de 1986, le département de la Gironde comprend onze circonscriptions regroupant les cantons suivants :
- 1re circonscription : Bordeaux-I, Bordeaux-II, Bordeaux-VIII, Le Bouscat.
- 2e circonscription : Bordeaux-III, Bordeaux-IV, Bordeaux-V, Bordeaux-VII.
- 3e circonscription : Bègles, Bordeaux-VI, Talence, Villenave-d'Ornon.
- 4e circonscription : Carbon-Blanc, Cenon, Floirac, Lormont.
- 5e circonscription : Blanquefort, Castelnau-de-Médoc, Lesparre-Médoc, Pauillac, Saint-Laurent-Médoc, Saint-Vivien-de-Médoc.
- 6e circonscription : Mérignac-I, Mérignac-II, Saint-Médard-en-Jalles.
- 7e circonscription : Gradignan, La Brède, Pessac-I, Pessac-II.
- 8e circonscription : Arcachon, Audenge, Bazas, Belin-Béliet, Captieux, Grignols, Saint-Symphorien, La Teste, Villandraut.
- 9e circonscription : Auros, Cadillac, Créon, Langon, Monségur, Podensac, La Réole, Saint-Macaire, Sauveterre-de-Guyenne, Targon.
- 10e circonscription : Branne, Castillon-la-Bataille, Fronsac, Libourne, Lussac, Pellegrue, Pujols, Sainte-Foy-la-Grande.
- 11e circonscription : Blaye, Bourg, Coutras, Guitres, Saint-André-de-Cubzac, Saint-Ciers-sur-Gironde, Saint-Savin.

### Composition des circonscriptions à compter de 2012
Depuis le nouveau découpage électoral, le département comprend douze circonscriptions regroupant les cantons suivants :
- 1re circonscription : Bordeaux-I, Bordeaux-II, Bordeaux-VIII, Le Bouscat.
- 2e circonscription : Bordeaux-III, Bordeaux-IV, Bordeaux-V, Bordeaux-VII.
- 3e circonscription : Bègles, Bordeaux-VI, Talence, Villenave-d'Ornon.
- 4e circonscription : Carbon-Blanc, Cenon, Floirac, Lormont.
- 5e circonscription : Blanquefort, Castelnau-de-Médoc, Lesparre-Médoc, Pauillac, Saint-Laurent-Médoc, Saint-Vivien-de-Médoc.
- 6e circonscription : Mérignac-I, Mérignac-II, Saint-Médard-en-Jalles.
- 7e circonscription : Gradignan, Pessac-I, Pessac-II
- 8e circonscription : Arcachon, Audenge, La Teste-de-Buch
- 9e circonscription : Bazas, Belin-Béliet, La Brède, Captieux, Grignols, Langon, Podensac, Saint-Symphorien, Villandraut
- 10e circonscription : Branne, Castillon-la-Bataille, Fronsac, Libourne, Lussac, Pujols, Sainte-Foy-la-Grande
- 11e circonscription : Blaye, Bourg, Coutras, Guitres, Saint-André-de-Cubzac, Saint-Ciers-sur-Gironde, Saint-Savin.
- 12e circonscription : Auros, Cadillac, Créon, Monségur, Pellegrue, La Réole, Saint-Macaire, Sauveterre-de-Guyenne, Targon

À la suite du redécoupage des cantons de 2014, les circonscriptions législatives ne sont plus composées de cantons entiers mais continuent à être définies selon les limites cantonales en vigueur en 2010. Les circonscriptions sont ainsi composées des cantons actuels suivants :
- 1re circonscription : cantons de Bordeaux-2 (quartiers Fondaudège et Jardin Public), Bordeaux-3 (quartiers Caudéran et Mondésir), Bordeaux-4 et du Bouscat.

- 2e circonscription : cantons de Bordeaux-1, Bordeaux-2 (quartiers Tauzin-Alphonse Dupeux, Saint-Seurin, Mériadeck et Gambetta), Bordeaux-3 (quartier Saint-Augustin) et Bordeaux-5 (quartier de la Bastide).

- 3e circonscription : cantons de Bordeaux-5 (quartier de Bordeaux-Sud), Talence et Villenave d'Ornon.

- 4e circonscription : cantons de Cenon, Lormont et de la Presqu'île ainsi que la commune de Tresses.

- 5e circonscription : cantons du Nord-Médoc, des Portes du Médoc et du Sud-Médoc.
- 6e circonscription : cantons de Mérignac-1, Mérignac-2 et de Saint-Médard-en-Jalles.
- 7e circonscription : canton de Pessac-1 et de Pessac-2.
- 8e circonscription : cantons d'Andernos-les-Bains, Gujan-Mestras et de La Teste-de-Buch
- 9e circonscription : cantons de La Brède, des Landes des Graves et du Sud-Gironde
- 10e circonscription : cantons des Coteaux de Dordogne, du Libournais-Fronsadais, du Nord-Libournais (13 communes), et du Réolais et des Bastides (13 communes) ainsi que les communes de Périssac et de Saint-Genès-de-Fronsac.
- 11e circonscription : cantons de l'Estuaire, du Nord-Gironde (sauf communes de Périssac et Saint-Genès-de-Fronsac) et du Nord-Libournais (25 communes).
- 12e circonscription : cantons de Créon (sauf la commune de Tresses), de l'Entre-Deux-Mers et du Réolais et des Bastides (76 communes)